# Ian Jacobs
Pour les articles homonymes, voir Jacobs.
Ian Jacobs est le directeur de la communication du World Wide Web Consortium (W3C).

## Biographie et travail
- Directeur de la communication du W3C
- Éditeur du W3C Process Document